# 6907 Harryford
6907 Harryford este un asteroid din centura principală, descoperit pe 19 noiembrie 1990, de Robert McNaught.